# S. N. Behrman
S.N. Behrman est un écrivain, dramaturge et scénariste américain, né Samuel Nathaniel Behrman à Worcester (Massachusetts) le 9 juin 1893, mort à New York le 9 septembre 1973.
Il est l'auteur de pièces de théâtre (et coauteur du livret de la comédie musicale à succès Fanny — d'après Marcel Pagnol — créée en 1954) pour Broadway, entre 1927 et 1964.
Au cinéma, il est scénariste de 1930 à 1958, notamment sur plusieurs films avec Greta Garbo.
Il est parfois crédité "Sam Behrman".

## Filmographie partielle
(comme scénariste, sauf mention contraire)
- 1930 : Liliom de Frank Borzage
- 1930 : Le Loup des mers (The Sea Wolf) d'Alfred Santell
- 1931 : The Brat de John Ford
- 1931 : Surrender de William K. Howard
- 1933 : La Reine Christine (Queen Christina) de Rouben Mamoulian
- 1933 : Hallelujah, I'm a Bum de Lewis Milestone
- 1934 : Le Mouron rouge (The Scarlet Pimpernel) de Harold Young
- 1935 : Anna Karénine (Anna Karenina) de Clarence Brown (adaptation et dialogues)
- 1935 : Le Marquis de Saint-Évremont (A Tale of Two Cities) de Jack Conway
- 1937 : Marie Walewska (Conquest) de Clarence Brown
- 1937 : La Vie privée du tribun (Parnell) de John M. Stahl
- 1938 : Madame et son cowboy (The Cowboy and the Lady) de Henry C. Potter
- 1940 : La Valse dans l'ombre (Waterloo Bridge) de Mervyn LeRoy
- 1941 : La Femme aux deux visages (Two-Faced Woman) de George Cukor
- 1951 : Quo Vadis de Mervyn LeRoy

## Théâtre (à Broadway)
(comme auteur de pièces, sauf mention contraire)
- 1927 : The Second Man, avec Margalo Gillmore, Lynn Fontanne, Alfred Lunt
- 1927 : Love is like that (coauteur : Kenyon Nicholson), avec Basil Rathbone, Charles Richman, Lucile Watson
- 1929 : Serena Blandish, avec Constance Collier, Henry Daniell, Ruth Gordon
- 1929-1930 : Meteor, avec Douglass Montgomery
- 1931-1932 : Brief Moment, avec Louis Calhern, Robert Douglas, Paul Harvey
- 1932-1934 : Biography, avec Ina Claire, Charles Richman
- 1934-1935 : Rain from Heaven, avec John Halliday
- 1936 : End of Summer, avec Van Heflin
- 1937-1938 : Amphitryon 38 (adaptation, d'après Jean Giraudoux), avec Sydney Greenstreet, Richard Whorf
- 1938 : Wine of Choice, avec Leslie Banks, Paul Stewart
- 1939 : No Time for Comedy, coproduite par Katharine Cornell, avec Robert Flemyng, Margalo Gillmore, Laurence Olivier, John Williams, Katharine Cornell
- 1941 : The Talley Method, mise en scène d'Elmer Rice, avec Ina Claire, Philip Merivale
- 1942-1943 : The Pirate, avec Lynn Fontanne et Alfred Lunt
- 1944-1945 : Jacobowsky und der Oberst (Jacobowsky and the Colonel) de Franz Werfel, musique de scène de Paul Bowles, mise en scène d'Elia Kazan, avec Annabella, Louis Calhern, J. Edward Bromberg, E. G. Marshall, Frank Overton (adaptation)
- 1945-1946 : Dunnigan's Daughter, mise en scène par Elia Kazan, avec Richard Widmark
- 1949-1950 : I know my Love, d'après Auprès de ma blonde de Marcel Achard
- 1952 : Jane, d'après une histoire de William Somerset Maugham, avec Edna Best, Philip Friend, Basil Rathbone
- 1954-1956 : Fanny, comédie musicale, musique et lyrics de Harold Rome, livret coécrit avec Joshua Logan (ce dernier, également metteur en scène et coproducteur), d'après la Trilogie marseillaise de Marcel Pagnol, avec Walter Slezak (adaptée au cinéma en 1961)
- 1958-1959 : The Cold Wind and the Warm, avec Morris Carnovsky, Suzanne Pleshette, Maureen Stapleton, Eli Wallach
- 1962-1963 : Lord Pengo, mise en scène par Vincent J. Donehue, avec Charles Boyer, Agnes Moorehead, Henry Daniell
- 1964 : But for whom Charlie, mise en scène par Elia Kazan, avec Faye Dunaway, Barbara Loden, Jason Robards, David Wayne